# Iwan Iwanowitsch Schmalhausen
Iwan Iwanowitsch Schmalhausen (russisch Иван Иванович Шмальгаузен; * 11. Apriljul. / 23. April 1884greg. in Kiew; † 7. Oktober 1963 in Leningrad) war ein russischer Zoologe und Evolutionsbiologe.

## Leben und Wirken
Schmalhausen war jüngster Sohn von Johannes Theodor Schmalhausen (1849–1894), der zu den Begründern der russischen Paläobotanik gehörte. Nach dem Abitur schrieb er sich 1901 an der Universität Kiew ein, wo er jedoch im Zuge der Studentenunruhen relegiert wurde, aber 1902 das Studium der Naturwissenschaften wieder aufnehmen konnte. Unter Anleitung von Nikolai Sewerzow untersuchte er 1904 die Embryonalentwicklung der Lungen der Ringelnatter. Aufgrund des frühen Todes seines Vaters musste er das Studium unterbrechen, um als Lehrer tätig zu werden. 1909 erforschte er die Entwicklung des Limbischen Systems beim Sibirischen Winkelzahnmolch (Salamandrella keyserlingii). 1912 wurde er Assistent von Sewerzow an der Universität Moskau; zwischen 1914 und 1916 war er an der Zoologischen Station Neapel, wo er Grundlagen für seine Promotion legte. 
Ein Extraordinariat an der Universität Tartu konnte er bedingt durch die Oktoberrevolution nicht antreten und lehrte von 1918 bis 1921 in Woronesch Zoologie und Vergleichende Anatomie. 1921 wechselte er nach Kiew, wo er seit 1924 Institutsleiter war und sich phänogenetischen Untersuchungen widmete, die er evolutionsbiologisch interpretierte. Von 1922 an war er Mitglied der Ukrainischen Akademie der Wissenschaften. 1935 wurde er Mitglied der Akademie der Wissenschaften der UdSSR. Seit 1936 leitete er zusätzlich das von Sewerzow gegründete Moskauer Institut für evolutionäre Morphologie, das ab 1940 kriegsbedingt nach Borowoje evakuiert wurde. 
Dort verfasste er seine Hauptwerke, Problemy Darwinizma (1946) und Die Evolutionsfaktoren. Eine Theorie der stabilisierenden Auslese (1946). Letzteres wurde 1949 ins Englische übersetzt und gilt als die bedeutendste russische Arbeit zur Evolutionstheorie. Es macht deutlich, dass es einen eigenständigen Ansatz der russischen Biologie zur so genannten Synthetischen Theorie der Evolution gab, die die moderne Evolutionsbiologie begründete. Nach Ansicht von Theodosius Dobzhansky war er einer der Protagonisten des erneuerten Darwinismus.
Am 23. August 1948 wurde Schmalhausen im Zuge der Auseinandersetzung um den Lyssenkoismus Opfer des stalinistischen Erlasses 1208, den der Minister für Hochschulwesen Sergej Kaftanow in Kraft gesetzt hatte. Da er als Befürworter der Anschauungen von August Weismann und Thomas Hunt Morgan galt, wurde er entlassen, seine Forschungsprojekte wurden beendet und seine evolutionsbiologischen Veröffentlichungen wurden verbannt. Er betonte in dieser Zeit, dass er kein Genetiker, sondern Entwicklungsbiologe sei. Nach dem Ende der stalinistischen Ära wurde er 1955 Direktor des embryologischen Laboratoriums des Zoologischen Instituts in Leningrad, wo er eine Monographie über den Ursprung der terrestrischen Wirbeltiere verfasste. In seinen letzten Lebensjahren beschäftigte er sich damit, die Evolutionstheorie mit den Mitteln der Kybernetik zu reformulieren.
Aus heutiger Sicht kommt Schmalhausens Evolutionsfaktoren nahezu die gleiche Bedeutung zu wie Julian Huxley mit seiner programmatischen Darstellung Evolution. The Modern Synthesis (1942). Unabhängig von Conrad Hal Waddingtons genetischer Assimilation führte er „stabilisierende Selektion“ (so seine Bezeichnung) ein und suchte so eine Erklärung für das Zusammenspiel von Variation in der Ontogenese und der Auslese/Evolution in der Phylogenese.
1959 erhielt er die Darwin-Plakette und 1960 wurde er Mitglied der Leopoldina.

### Schmalhausens Gesetz
Schmalhausens Gesetz ist ein allgemeines Prinzip, wonach eine Population, die an der Grenze der Toleranz, unter extremen oder ungewöhnlichen Bedingungen lebt, auch verletzlich gegenüber kleinen Veränderungen in anderen Bereichen ist.

## Ehrungen
Seit 1992 wird von der Russischen Akademie der Wissenschaften der Schmalhausen-Preis für herausragende Leistungen auf dem Gebiet der Evolutionsbiologie verliehen.

## Schriften
- Problemy Darwinizma. Moskau 1946
- Die Evolutionsfaktoren. Eine Theorie der stabilisierenden Auslese. Franz Steiner Verlag, Wiesbaden 2010 (zunächst 1946, russisch)
- The origin of terrestrial vertebrates. Academic Press; New York 1968